# Palomino (häst)
Palominon är egentligen inte en hästras utan en benämning på olika hästar med samma färg som uppfyller ett antal olika kriterier från USA:s Palominoföreningar. Palominon får ej vara under eller över vissa mankhöjder och måste innehålla minst 25 % av en av de raser som bestämts. Palominon måste vara ett resultat av gulgenen som ger isabellfärgade hästar.

## Historia
Man vet inte riktigt hur Palominon först uppstod eftersom det kan handla om allt från varmblodshästar till renrasiga arabiska fullblod som registreras som Palominos. Men man har några teorier om var namnet kom ifrån. Allra troligast är att namnet kommer från en spansk adelsman vid namn Juan de Palomino, då man menar att den isabellfärgade hästen kom till Amerika med spanjorerna. Man tror även att det kan komma från det spanska ordet palomilla som bland annat kan betyda "en krämfärgad häst med vit man och svans". En del menar att Palominons namn togs från en sorts druva som var helt guldgul som hade ett liknande namn eller till och med det spanska ordet för duva, Paloma. 
De första dokumentationer om Palominohästar påstås gå tillbaka till 1100-talets korståg med nedskrivna berättelser om "De gyllene". Dessa hästar reds i strider av emiren Saladin och hans kavalleri. Liknande historier berättades bland arabiska stammar och morer.  Emiren Saladin hade gett två stridshästar i gåva till den engelska kungen Rikard I Lejonhjärta varav en var en gyllene palominohäst. De gyllene hästarna blev så populära bland kungligheter i Europa att de föddes upp i tusental. Den franska drottningen Isabella höll sig med en flock på nära 100 palominofärgade hästar som enbart medlemmar av den kungliga familjen och adeln fick rida. Isabella skickade en hingst och några ston till Mexiko för att introducera de gyllene hästarna till den nya världen. Under 1700-talet fanns till och med hästar som kallades Golden Dorados i de spanska kolonierna. Huruvida detta egentligen var början på Palominorasen är inte säkert då det existerar flera andra hästraser med liknande färger som t. ex. flaxfux.
I USA föds dessa hästar upp i stort antal men uppfödarna får kämpa för att få bra avkommor. Även om båda föräldrarna är Palomino betyder det inte att fölet blir det eftersom gulgenen är halvdominant, så den måste ärva den från en av föräldrarna men får inte få den från båda två, då den i så fall blir krämvit. Den måste också ha grundfärgen fux. I genomsnitt är det bara fyra av tio föl som kommer att få registreras.
I USA är det Palomino Horse Association Inc som bestämmer om en häst får registreras eller inte. Föreningen startades 1936 efter att mannen Dick Halliday hade registrerat sin guldfärgade hingst El Rey de los Reyes. Halliday hade tillbringat många år med att forska om de gyllene hästarnas ursprung och hur färgen uppkom, och sina rön publicerade han i olika tidskrifter, vilket gjorde att folk fick upp ögonen för Palominohästarna.

## Egenskaper
Att det är svårt nog att föda upp Palominohästar är inte svårt att förstå men det finns stränga regler för att få en Palomino registrerad. 
- Minst en av föräldrarna måste vara registrerad Palomino.
- Färgen får inte vara mer än tre nyanser ljusare eller mörkare än ett polerat guldmynt utan missfärgningar.
- Ögonen måste vara svarta eller mörkbruna. Hästen får inte heller visa för mycket ögonvita.
- Vita tecken är tillåtna men det finns stränga regler om hur stora dessa tecken får vara.
- En Palomino måste innehålla minst 25 % av någon av dessa raser: Quarterhäst, Pinto, Arabiskt fullblod, Mustang eller Angloarab.
- Hästen får ej understiga 140 cm eller överstiga 160 cm i mankhöjd.
- Man och svans ska vara vita, gräddvita, eventuellt gulvita med högst 15 % mörkt tagel.

Det finns inga regler för hur hästen ska vara i sinnet eller vilka talanger den ska ha eftersom det är så många olika sorters hästar som registreras.